# Письмо в квадратах

Рис. 1

Рис. 2

Одной из разновидностей мудрой литореи является тайнопись «в квадратах». В рукописях XVII века преимущественно грамматического содержания в виде ключа к «риторскому письму» помещались таблицы из сорока квадратов, в каждом из которых изображались две разные буквы алфавита. Причём одни буквы были окрашены киноварью (красные), а другие просто чернильные (см. рис. 1). Кроме того, в квадратах вместе с буквами приводились некоторые грамматико-орфографические термины, поясняющие смысл и характер употребления букв, что, вероятно, в некоторой степени скрывало для непосвященных, что они имеют дело с ключом тайнописи.
Правила этой литореи следующие:
- красные буквы — это буквы обычного алфавита, черные — риторские,
- обе азбуки идут строго по алфавиту, но риторская азбука начинается с четвертой позиции обычной или, что то же самое, риторский алфавит сдвинут на три буквы вправо[1]. То есть риторская буква А соответствует букве Г обычного алфавита.

Поскольку всего квадратов — сорок, стало быть «затаивались» на письме все буквы.
Проще ключ этой тайнописи можно представить в виде двух строк соответствия букв (см. рис. 2).
Единственный пример применения на практике этой литореи «в квадратах» находится в рукописи Библиотеки Академии Наук из собрания И. И. Срезневского (XVI век), где писец — Матвей Десятый — в послесловии скрыл себя под тремя разными видами тайнописей, в том числе записался и «в квадратах» (см. рис. 2).